# Nicolás Barrios Lynch
Nicolás Romualdo Barrios-Lynch (n. Chilecito; 1910 - f. Buenos Aires; 1986) fue un educador, profesor, ensayista y filósofo argentino. Fue un dedicado promotor de bibliotecas públicas y rurales, y de la inclusión de libros extranjeros y textos de literatura autóctona argentina en la enseñanza pública, difunde la enseñanza comercial para emprendimientos del turismo educativo, llegó a ser director de programas de educación rural en el Ministerio de Transportes Públicos de la Nación, y el Ministerio de Educación de la Nación contribuyendo en iniciativas filantrópicas para la sustentabilidad de Biblioteca Nacional de Maestros ubicada en Palacio Sarmiento.

## Biografía
Nicolás nacido en Chilecito, provincia de La Rioja, de la unión de la joven riojana Romualda Ramona Barrios, quien había estudiado artes en Santiago de Chile, lugar donde conoció a quien sería el padre de su primer hijo, el artista Enrique Lynch del Solar. Después que doña Romualda regresó a Chilecito para dar a luz, su pareja terminó, por lo tanto al corto plazo contrajo unión con el doctor Alfredo Palacios quien sería la figura paterna de Nicolás hasta que su madre contrajo matrimonio con el Dr. Castillo, por medio del cual ha compartido su vida con sus medio hermanos. De su familia paterna, el único contacto han sido con sus primos lejanos de su misma edad los cuales veía en reuniones familiares anuales y durante sus vacaciones de verano en el campo; de todos sus primos con el cual llegó a profundizar en su adolescencia ha sido su tímido primo el joven Adolfo Bioy Casares, con quien mantuvo una muy privada amistad hasta la llegada de Borges a la vida de Bioy, de todos modos los jóvenes se brindarían una estrecha amistad de por vida, asimismo fue cercano a su primo mayor el naturista Enrique Lynch Arribálzaga con quien compartiría ensayos y escritos, ambos miembros del Clan Lynch en Argentina. Era sobrino del escrito Benito Lynch y cuñado de la activista Eva Márquez de Castillo Barrios.

## Profesor
Completo sus estudios en el Colegio Nacional de Buenos Aires, Nicolás obtiene su título de maestro, lo que le permitió aceptar un trabajo en el sistema de educación pública, primero tomando postas de maestro en escuelitas rurales, lo que le permitió conocer el interior del país y vivir por unos años en Chubut enseñando en escuelas galesas.
Después de esta experiencia laboral, regresaría a estudiar en la Universidad de Buenos Aires, donde recibió su Licenciatura en Filosofía y Letras.  En este momento de su vida comienza su actividad de ensayista, escribiendo textos bajo seudónimos o para otros escritores conocidos como escritor fantasma, labor que le llevó a entrar en círculos de intelectuales porteños de la época de la mano de su primo Adolfo Bioy Casares quien lo invitó a participar en Sur, revista literaria de Victoria Ocampo por medio quien conocería a su futura esposa, la periodista y fashionista Péle. Colaboró también en editoriales de la revista Martín Fierro, y con Lino Palacio en ediciones de Caras y Caretas. Para finales de sus estudios, Nicolás completaba sus actividades laborales como profesor en la Facultad de Filosofía y Letras, donde su padrastro siempre ha tenido gran influencia, por lo cual decidió cambiar su rumbo laboral.

## Carrera en el Servicio Público

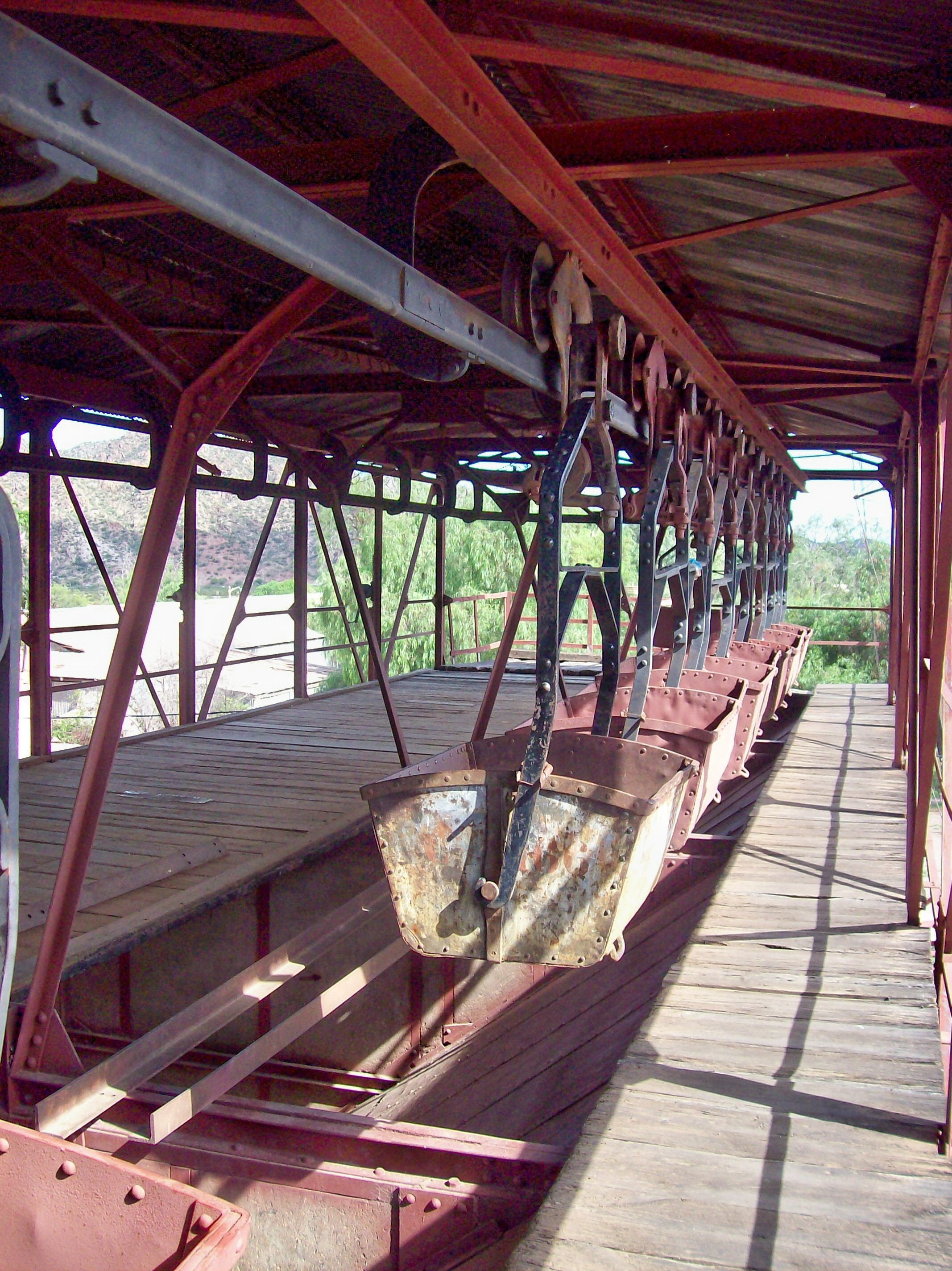
Vagonetas en la estación nº 1., Cablecarril de Chilecito, La Rioja, Argentina

Contrajo matrimonio con “Péle” Pelegrina Pastorino, en la Ciudad de Córdoba, los testigos de la boda fueron Ana Paula Pastorino de Pereyra-Iraola, prima de la novia, y doña Romualda Barrios de Lynch, madre del novio. Al poco tiempo Nicolás, tomó un trabajo en el Ministerio de Educación de la Nación, el matrimonio viviría en Barrancas de Belgrano hasta que por cuestiones laborales fue trasladado a la Ciudad de Córdoba, donde vivieron por unos años.
Posteriormente, llegó la época de grandes cambios políticos en Argentina, por lo cual regresó a Buenos Aires; donde fue asignado a programas educativos en el Ministerio de Transportes Públicos. Por cuestiones políticas Barrios-Lynch encontró situaciones difíciles, hasta que juntó fuerzas con su amigo chileciteño Adolfo Lanús, gobernador de La Rioja por la Unión Cívica Radical mano socialista y seudo-antipersonalista.
Sus intereses abarcan la filosofía general (semántica, ontología, gnoseología, metodología de la investigación, praxiología y ética) así como aplicada a la educación, por lo cual creó una propuesta de crear programas innovadores para el interior del país. Con el apoyo de Adolfo Lanús, su propuesta fue aceptada y se embarcó en el gran proyecto de su vida: la reactivación del Cablecarril de Chilecito, mediante la integración de escuelas públicas e industriales de la región en la implementación del proyecto con soporte financiero de la Nación con mira inversores extranjeros y del sector privado argentino. De su gran labor varios frutos pudo ver en su vida: programas educativos, innovación en la enseñanza del servicio de transporte público, pero no fue hasta después de su muerte que el Cablecarril de Chilecito fue finalmente reconstruido en su totalidad, permitiendo un corto período de actividad turística en los comienzos de los 90.

## Legado
- Su mayor legado sin duda han sido su labor en el editado de la revista Sur, así como en el proyecto de bibliotecas rurales, en el interior del país.
- De su labor como empleado en el servicio público, ha sido la investigación, análisis y escritos testimoniales en la reconstrucción y activación del Cablecarril de Chilecito;[2] y el de mayor resonancia pública, su contribución al proyecto "El Partenón de los libros prohibidos' de la artista Marta Minujín.